# Arctosa aussereri
Arctosa aussereri este o specie de păianjeni din genul Arctosa, familia Lycosidae. A fost descrisă pentru prima dată de Keyserling, 1877. Conform Catalogue of Life specia Arctosa aussereri nu are subspecii cunoscute.